# Noureddine Kacemi
Noureddine Kacemi (17 de outubro de 1977) é um futebolista profissional marroquino que atua como defensor.

## Carreira
Noureddine Kacemi representou a Seleção Marroquina de Futebol nas Olimpíadas de 2000.